# Wurmgrunzen
Wurmgrunzen (am. Worm grunting) ist eine Methode, Regenwürmer mittels Vibrationen aus dem Erdreich zu treiben, um sie aufsammeln zu können.

## Vorgehensweise und Verbreitung
Verfahren, um mittels Vibrationen Würmer an die Bodenoberfläche zu treiben, sind weit verbreitet. Als Wurmgrunzen im engeren Sinn wird die Methode bezeichnet, die im Südosten der USA seit Generationen angewendet wird. Dabei treibt der Wurmjäger einen Holzpflock in die Erde und versetzt ihn in Vibration, indem er mit einem Metallstab über dessen oberes Ende reibt. Durch die Vibrationen werden Regenwürmer im Umkreis von bis zu zwölf Metern dazu veranlasst, aus dem Erdreich an die Oberfläche zu fliehen.
Die gesammelten Regenwürmer werden von den Sammlern selbst als Angelköder verwendet oder an Angler verkauft. Einige wenige Menschen bestreiten davon sogar ihren Lebensunterhalt. In Sopchoppy im Nordwesten Floridas findet etwa jährlich ein Worm Gruntin’ Festival statt. Man tauscht Erfahrungen, kauft Wurmgrunzer-T-Shirts und wählt eine Wurmgrunzer-Königin. Das Wurmgrunzen im benachbarten Apalachicola National Forest wurde in den 1960er und 1970er Jahren dermaßen populär, dass die Parkverwaltung um den Bestand der dortigen Regenwurmart Diplocardia mississipiensis fürchtete und eine bis heute bestehende Genehmigungspflicht für das Wurmgrunzen innerhalb des Parks einführte.
Ähnliche Methoden, auch in Verbindung mit Wettbewerben wie dem Great Canadian Worm Charming Championship and Festival und dem Devon Worm Charming Festival, sind unter den Bezeichnungen Worm Charming und Worm Fiddling in Kanada und England bekannt. Die Vibrationen werden dabei mit anderen Mitteln erzeugt als beim Wurmgrunzen, und es werden zum Teil Hilfsmittel wie Wässern bis hin zu Akupunkturen des Erdreichs eingesetzt. Aus Deutschland wird von Verfahren berichtet, die in den Boden gesteckte Mistgabeln nutzen, um geeignete Vibrationen zu erzeugen.

## Verhaltensbiologische Erklärung
Schon Charles Darwin, dem aus ganz Europa Berichte über das Herausscheuchen von Würmern zugetragen worden waren, vermutete, dass die von den menschlichen Jägern erzeugten Vibrationen jenen ähneln, die von Maulwürfen beim Graben verursacht werden. Das Verhalten der Regenwürmer sei darauf ausgerichtet, den Maulwürfen, ihren Fressfeinden, unter allen Umständen auszuweichen. Eine andere populäre Theorie behauptete allerdings, die von Menschen erzeugten Vibrationen ähnelten dem Geräusch fallender Regentropfen, und die Würmer würden aus dem Erdreich fliehen, um nicht zu ertrinken.

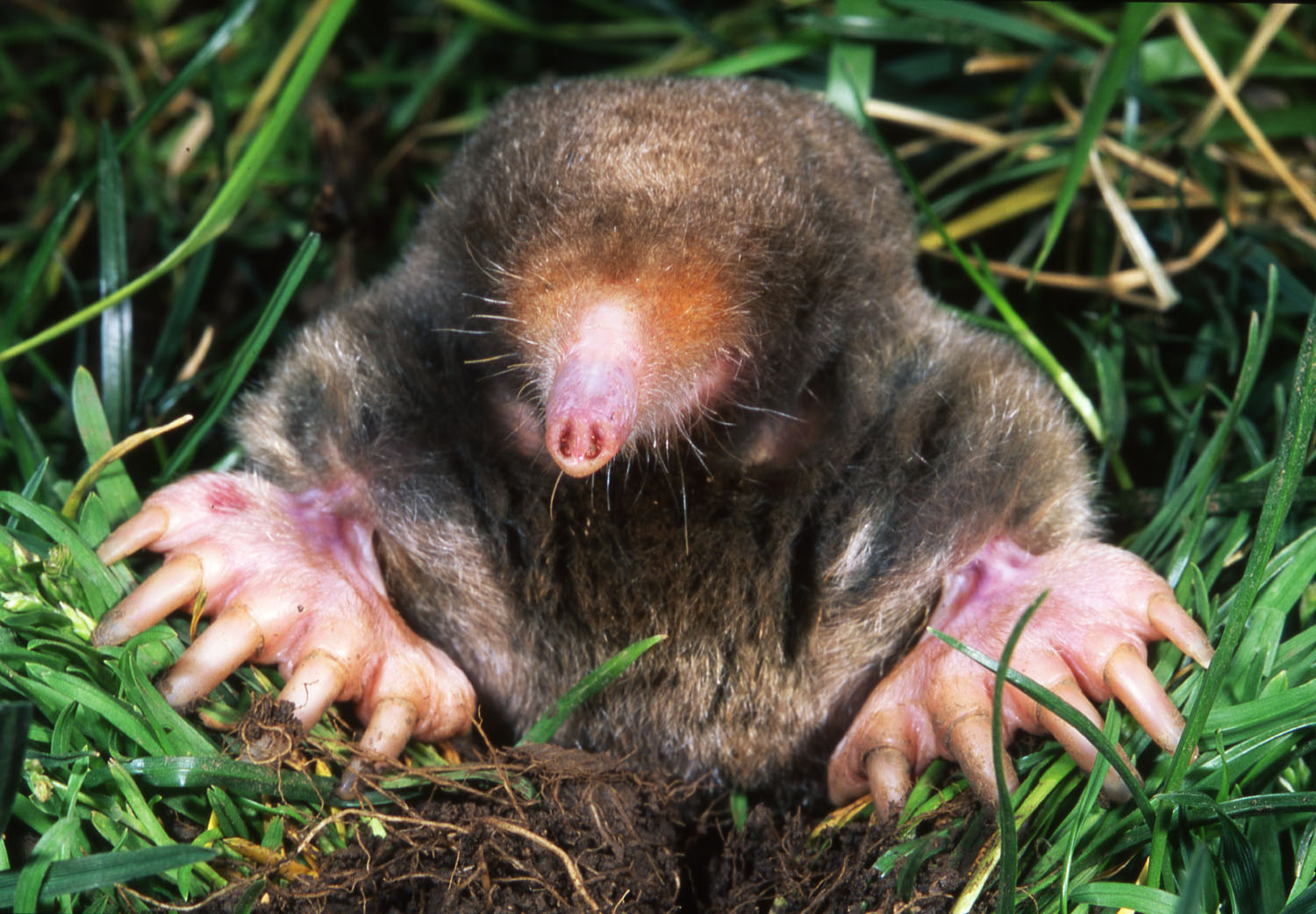
Ostamerikanischer Maulwurf

2008 konnte Kenneth Catania an der Vanderbilt-Universität die Korrektheit der Maulwurf-Hypothese nachweisen und die Regentropfen-Hypothese falsifizieren. Catania begleitete zunächst Wurmgrunzer bei ihrer Sammeltätigkeit und stellte eine sehr hohe Dichte von Maulwürfen in der untersuchten Region fest. Ferner maß er die Frequenz der von den Wurmgrunzern erzeugten Vibrationen und stellte fest, dass deren Frequenz mit 80–200 Hertz dem Geräusch entsprach, das Ostamerikanische Maulwürfe verursachen, wenn sie beim Graben mit ihren kräftigen Vorderschaufeln Graswurzeln zerreißen. Er nahm die Grabgeräusche der Maulwürfe auf, beschallte damit den Boden und konnte damit dasselbe Fluchtverhalten der Regenwürmer erzeugen wie die Wurmgrunzer mit ihren vibrierenden Stäben. Des Weiteren sammelte er eine große Anzahl Regenwürmer, setzte sie in eine Pflanzkiste voller Erde, fing dann einen Maulwurf und setzte ihn ebenfalls in die Pflanzkiste. Als der Maulwurf sich in die Erde eingrub, setzte eine Massenflucht der Regenwürmer an die Oberfläche ein.
Catania stellte fest, dass ein Ostamerikanischer Maulwurf pro Tag fast sein eigenes Körpergewicht an Regenwürmern frisst; somit ist der Maulwurf bei weitem der wichtigste Fressfeind der Würmer.
Die Regentropfen-Hypothese hingegen ist laut Catania unplausibel. Zwar kommen auch bei starken Regenfällen Würmer in großer Zahl an die Oberfläche, aber erst dann, wenn der Boden nach stundenlangem Regen mit Wasser durchtränkt ist, und nicht in den ersten Minuten eines starken Gewittergusses, in denen das Trommelgeräusch der Regentropfen besonders ausgeprägt ist.
Das Fluchtverhalten der Würmer machen sich neben dem Menschen auch andere Räuber zunutze. Beispielsweise watscheln Silbermöwen auf dem Boden, um Würmer herauszulocken. Das Trampeln von Austernfischern mit beiden Füßen und das Trommeln der Kiebitze mit einem Fuß auf den Wiesenboden ist oft zu beobachten. Waldbachschildkröten stampfen auf den Boden, um denselben Effekt zu erzielen. Richard Dawkins bezeichnete dieses Phänomen, dass Beutetiere durch ihr auf den Hauptfressfeind ausgerichtetes Verhalten hohe Gefahr laufen, anderen Jägern zum Opfer zu fallen, als den Rare-Enemy-Effekt.